# Nikolai Franzewitsch Gastello

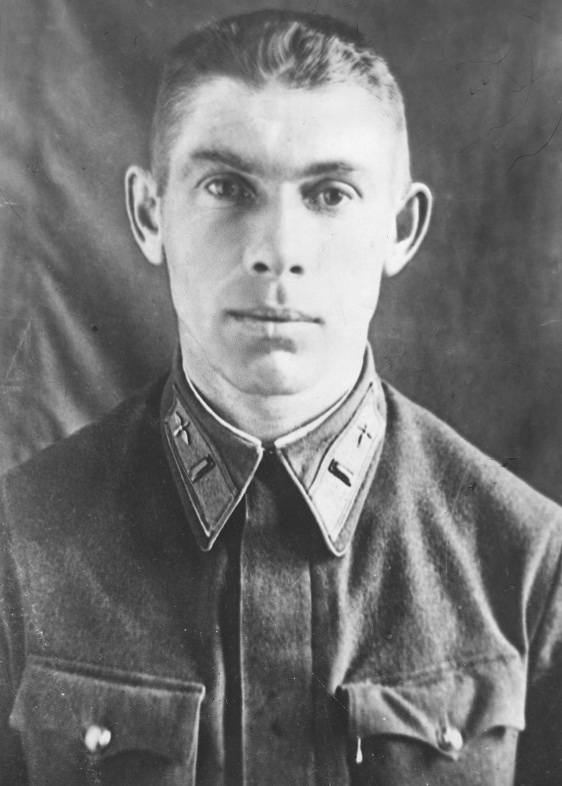
Nikolai Gastello

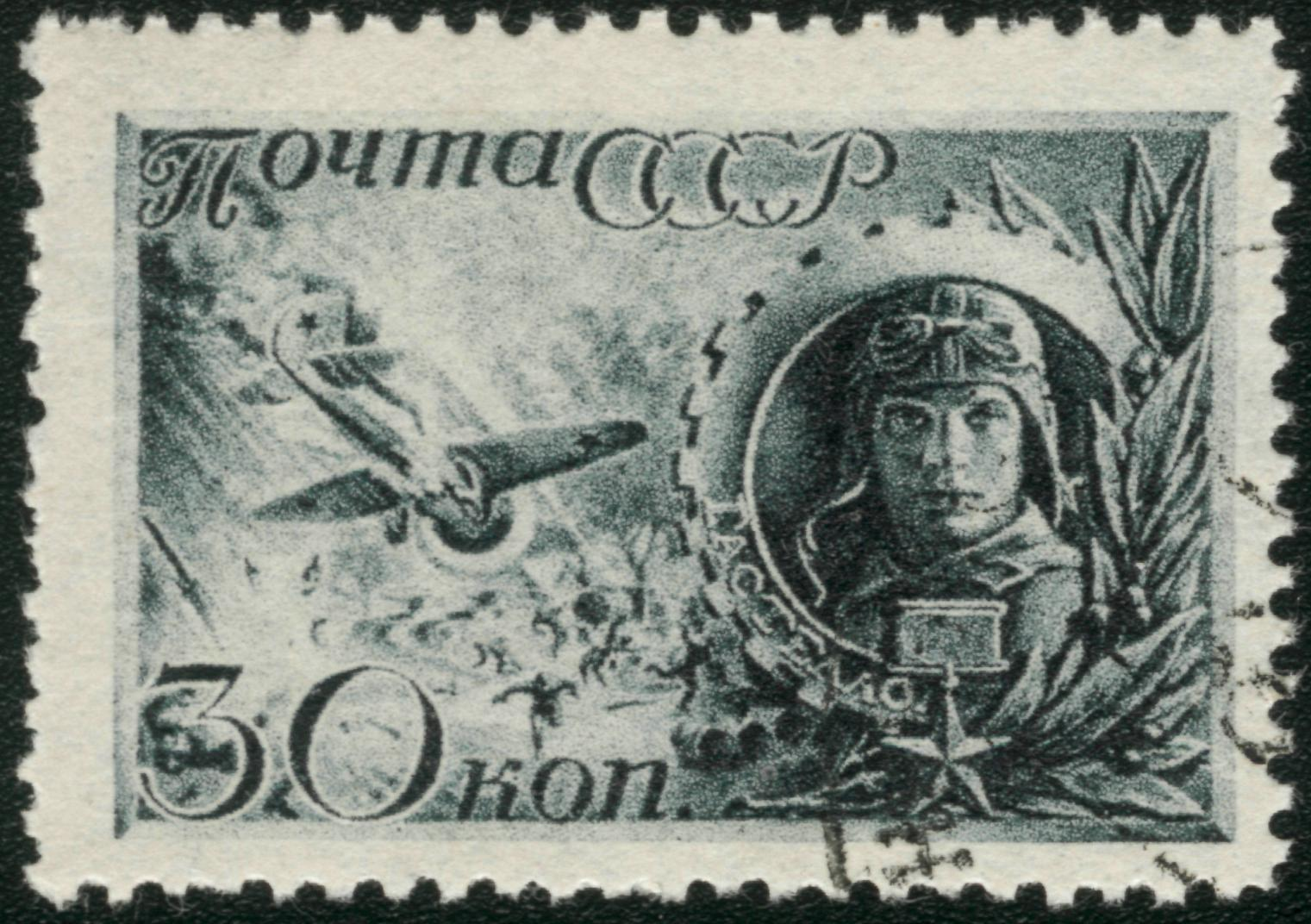
Briefmarke mit Gastello

Nikolai Franzewitsch Gastello (russisch Николай Францевич Гастелло; * 23. Apriljul. / 6. Mai 1907greg. in Moskau; † 26. Juni 1941 bei Molodetschno, Minskaja Oblast) war ein sowjetischer Bomberpilot im Zweiten Weltkrieg. Der sowjetischen Öffentlichkeit bekannt wurde er wegen seines Selbstmordangriffs auf deutsche Truppen in der Anfangsphase des Überfalls auf die Sowjetunion. Der anschließend zur Heldengeschichte verklärte Ablauf des Geschehens wird allerdings in neuerer Zeit angezweifelt.

## Leben
Gastello wuchs in Moskau auf. Sein Vater Franz Pawlowitsch Gastello (Gastell), der deutscher Abstammung war (nach anderen Quellen wird eine weißrussische Nationalität genannt, was aber offenbar mit dem Geburtsort im Zusammenhang steht), verließ sein Heimatdorf Pluschiny (Grodnenskaja oblast) in Weißrussland, um in Moskau als Gießer zu arbeiten; die Mutter Anastasia Semjonowna (geborene Kutusowa), eine Russin, war von Beruf Schneiderin. 1924 zog die Familie nach Murom, wo Nikolai eine Anstellung als Rangierer auf dem an der Strecke Moskau–Kasan gelegenen Bahnhof fand. In den Zeitraum seiner Tätigkeit, die er bis 1930 ausübte, fällt auch sein Eintritt in die Kommunistische Partei im Jahr 1928. Gastello erhielt 1931 seine Einberufung in die Rote Armee und wurde im Mai 1932 an die Militärfliegerschule in Lugansk versetzt, die er ein Jahr später abschloss. Anschließend wurde er Flugzeugführer in einer mit viermotorigen TB-3-Bombenflugzeugen ausgerüsteten Einheit in Rostow am Don. Im August 1939 nahm er als Angehöriger des 1. TBAP (Schweres Bombenfliegerregiment) am Chalchin-Gol-Konflikt gegen Japan teil. 1939/40 wurde er im Winterkrieg gegen Finnland eingesetzt. Im März 1941 wurde er im Rang eines Hauptmanns innerhalb des zur 47. Bombenfliegerdivision gehörigen 207. DBAP (Fernbombenfliegerregiment) zum Kommandeur der 4. Staffel ernannt. In dieser Einheit flog Gastello den im Vergleich zur TB-3 moderneren, zweimotorigen Bomber IL-4.

## Einsatz vom 26. Juni 1941
Vier Tage nach dem Überfall auf die Sowjetunion erhielt Gastellos Einheit den Befehl zum Angriff auf deutsche Fahrzeugkolonnen im Raum Molodetschno–Radoschkowitschi. Die Anflugstrecke auf der Route Smolensk–Borissow–Minsk musste die aus vier IL-4 bestehende Staffel ohne eigenen Jagdschutz bewältigen. Über Borissow begann die Staffel paarweise den Sinkflug von ihrer Marschflughöhe aus 3000 m auf die befohlene Angriffshöhe von 600 bis 800 m. Als Flügelmann von Gastello fungierte der stellvertretende Staffelführer Oberleutnant Fjodor Worobjow. Nach dessen Bericht waren die beiden Flugzeuge mit der Bombardierung der gesichteten deutschen Marschkolonnen beschäftigt, als Gastellos IL-4 in geringer Höhe einen Flaktreffer in den linken Flügel erhielt, der den linken Motor aussetzen ließ. Gastello lenkte daraufhin den beschädigten Bomber bewusst in eine Ansammlung gegnerischer Fahrzeuge. Bei dem Aufprall kamen dabei außer ihm der Kopilot Leutnant A. A. Burdenjuk, der Navigator Leutnant G. N. Skorobogaty und der Funker/Bordschütze Sergeant A. A. Kalinin ums Leben. Worobjows Besatzung gelang der Rückflug zum Stützpunkt. Nach dessen und seines Navigators A. Rybas Bericht zu den Umständen wurde Gastello am 26. Juli 1941 postum der Titel Held der Sowjetunion verliehen, die anderen Besatzungsmitglieder erhielten den Orden des Vaterländischen Krieges I. Klasse. Gastellos Tat wurde öffentlich gemacht und der Bevölkerung als Beispiel persönlicher Aufopferung im Kampf gegen die deutschen Invasoren propagandawirksam dargestellt.

## Spätere Nachforschungen
Die Umstände der Heldengeschichte wurde erst nach der Sowjetzeit in Frage gestellt. Es fehlte immer an zuverlässigen Daten und Zeugen. Nach dem Zusammenbruch der Sowjetunion im Jahr 1991 begannen mehrere Reporter, die offizielle Darstellung anzufechten. So ist unklar, ob der Angriff auf die deutsche Kolonne absichtlich oder zufällig erfolgte. Die Piloten Gastello und Alexander Maslow sollen versucht haben, deutsche Fahrzeuge beim Absturz zu treffen, scheiterten aber. Maslow bekam 1996, per Dekret von Boris Jelzin, den Orden Held der Russischen Föderation.
Der Pilot Isaac Presaisen hingegen traf am Folgetag in der Gegend eine deutsche Kolonne, wurde aber nie als Held der Sowjetunion ausgezeichnet. An Presaisen und seine Besatzungsmitglieder erinnert an der Absturzstelle ein Denkmal.

## Ehrungen
Zahlreiche Straßen wurden nach ihm benannt. Zudem gibt es zahlreiche Denkmäler.